# Фу Шен
Фу Шен (кит. трад.: 苻生; піньїнь: Fú Shēng; 317-455) — другий імператор Ранньої Цінь періоду Шістнадцяти держав.

## Життєпис
Був сином Фу Цзяня.
354 року брав участь у відбитті масштабного наступу цзіньського генерала Хуань Веня, виявив хоробрість, але показав не надто сильні командирські здібності.
354 року, після смерті спадкоємця престолу Фу Чана, старшого брата Фу Шена, Фу Цзянь призначив новим спадкоємцем Фу Шена. Влітку 355 року Фу Цзянь захворів. Його племінник Фу Цін, вирішивши, що той уже помер, здійснив несподіваний напад на палац Фу Шена, розраховуючи вбити його та сісти на престол самому. Фу Цзянь, незважаючи на хворобу, особисто вийшов до нападників, і ті, побачивши його живим, запанікували й покинули Фу Ціна. Фу Цзянь стратив Фу Ціна, а за п'ять днів помер сам.
Фу Шен виявив себе як грубий і жорстокий правитель. За відносно короткий час він стратив усіх сподвижників свого батька, а сам пиячив, майже не займаючись державними справами чи вирішуючи їх випадково під впливом алкоголю. 357 року він запідозрив свого двоюрідного брата Фу Цзяня в намірах здійснити державний переворот, і вирішив його вбити. Його наближена повідомила про те Фу Цзяню, й він негайно виступив проти Фу Шена зі своїми особистими військами. Імператорська варта перейшла на бік Фу Цзяня, й той повалив Фу Шена, понизив його в титулі до «Юеського Лі-вана» та стратив.

## Девіз правління
- Шоугуан (壽光) 355–357